# OV1-6
OV1-6 (Orbiting Vehicle 1-6) – amerykański wojskowy satelita technologiczny z serii OV1, którego zadaniem było wypuszczenie na orbicie kilku dmuchanych balonów, będących celem pomiarów i obserwacji z powierzchni Ziemi. Wyniesiony w listopadzie 1966 roku na orbitę satelita był ładunkiem dodatkowym misji, której głównym celem było wyniesienie podczas lotu suborbitalnego prototypu kapsuły Gemini B, a także wyniesienie na niską orbitę okołoziemską makiety stacji kosmicznej MOL.

## Opis i działanie
OV1-6 został zbudowany przez firmę Convair, należącą do koncernu General Dynamics, jako kolejny satelita typu OV1. Statki tej serii charakteryzowały się standaryzowaną konstrukcja. Satelita miał kształt cylindra o długości 1,7 m, średnicy 69 cm i masie 202 kilogramów . OV1-6 w nie posiadał oddzielnego bloku napędowego, ponieważ został wyniesiony na orbitę jako ładunek dodatkowy przy wynoszeniu na orbitę makiety stacji kosmicznej MOL przy pomocy członu Transtage.

## Misja
Misja rozpoczęła się 3 listopada 1966 roku, kiedy rakieta Titan 3C wyniosła z kosmodromu Cape Canaveral Air Force Station  na niską orbitę okołoziemską, jako ładunek dodatkowy satelitę technologicznego OV1-6. Po znalezieniu się na orbicie OV1-6 otrzymał oznaczenie COSPAR 1966-99C .
Satelita po wykonaniu swojej misji spłonął w górnych warstwach atmosfery 31 grudnia 1966 roku .